# Guerra russo-persa de 1826–1828
A guerra Russo-Persa de 1826-1828 foi o último grande conflito militar entre o Império Russo e o Império Cajar.
Após o Tratado de Gulistão da Guerra russo-persa anterior, em 1813, reinou a paz no Cáucaso por treze anos. No entanto, Fate Ali Xá, constantemente a precisar de subsídios estrangeiros, invocou o conselho britânico de agentes, que pressionou ele para recuperar os territórios perdidos para a Rússia e prometeu seu apoio a uma ação militar. A questão foi decidida na Primavera de 1826, quando um partido belicista de Abas Mirza prevaleceu em Teerão e o ministro da Rússia, Alexandr Sergeievitch Menshikov, foi colocado sob prisão domiciliar.

## Campanha de 1826
Apesar de não haver qualquer declaração formal de guerra, um exército persa de 35.000 homens, liderado por Abas Mirza, atravessaram a fronteira em 16 de Julho e invadiram os canatos de Talysh e Carabaque. O cã rapidamente trocou os lados e entregou suas principais cidades - Lenkoran, Quba, Bacu - para os persas. Alexei Yermolov, era general da Rússia e Governador do Cáucaso, e a sensação era de que ele não tinha recursos suficientes para combater a invasão, as tropas russas recusaram-se a ir para batalha, e a mais populosa cidade do sul do Cáucaso, foi abandonada. Em Shusha, uma pequena guarnição russa conseguiu aguentar até 5 de Setembro quando o General Valerian Madatov chegou com reforço.
Madatov encaminhado dos Persas, nas margens do rio Shamkhor e Ganja em  5 de Setembro. Quando a notícia chegou a, Abas Mirza ele levantou seu cerco de Shusha e marcharam para Ganja. Um novo reforço russo de Ivan Paskevich chegou a tempo para juntar as suas forças com Madatov e formar um exército de 8.000 homens, sob o comando supremo de Paskevich. Próximo a Ganja os russos atacaram os Persas e os obrigaram a recuar de volta à Pérsia. O ataque foi repelido, mas a guerra continuou por um ano e meio.

## Campanha de 1827
O início do inverno levaram à suspensão das hostilidades até Maio de 1827, quando Paskevich avançou para Erevã, tendo Valarsapate, Naquichevão e Abassabade em seu caminho. O cenário principal da guerra foi a Arménia Oriental, cuja capital, Erevã, foi invadida e capturada por Paskevich após seis dias de cerco (1 de Outubro). Quatorze dias mais tarde, o General Eristov entrou em Tabriz, forçando o Xá a acabar com a guerra.

## Resultado
De acordo com os termos do tratado, os canatos de Erevã e Naquichevão e passaram para a Rússia. O xá prometeu pagar uma indenização de 20.000.000 rublos de prata e permitiu que os armênios migrassem para território russo, sem qualquer impedimento. O Mais importante foi que, o xá concedeu aos russos o direito exclusivo de manter uma marinha no Mar Cáspio e a Rússia concordou que comerciantes tinham a liberdade de comércio, em qualquer lugar que queriam trabalhar na Pérsia.
A curto prazo, o tratado minado e a posição dominante do Império Britânico na Pérsia marcou uma nova etapa no jogo entre os impérios. A longo prazo, o tratado assegurou a dependência do Cáucaso da Rússia, tornando assim possível o eventual aparecimento dos modernos estados da Arménia e do Azerbaijão sobre os territórios conquistados durante a guerra da Pérsia. O governo russo em 1917 perdoou as dívidas persas e devolveu territórios ao país.